# جائزة أستراليا الكبرى للدراجات النارية 1991
جائزة أستراليا الكبرى للدراجات النارية 1991 هو سباق دراجات نارية أقيم بتاريخ 7 أبريل 1991. كان الجولة الثانية من أصل 15 في سباق الجائزة الكبرى للدراجات النارية موسم 1991. فاز الأمريكي وين ريني بفئة 500 سي سي بينما جاء الأسترالي ميك دوهان في المركز الثاني وحصل على المركز الثالث الأمريكي جون كوسينسكي.

## وصلات خارجية
- الموقع الرسمي